# Mareno di Piave
Mareno di Piave – miejscowość i gmina we Włoszech, w regionie Wenecja Euganejska, w prowincji Treviso.
Według danych na rok 2004 gminę zamieszkiwało 7870 osób, 291,5 os./km².